# Economía de Hawái
La economía de Hawái está basada principalmente en el turismo. Posee una importante infraestructura hotelera. Anteriormente la economía estaba basada en las plantaciones agrícolas y las actividades militares. Con el tiempo esto ha cambiado y ahora es un centro turístico reconocido.
Hawái ocupa un lugar relativamente bajo en comparación con otros estados de los Estados Unidos.  Su característica insular produce que los precios de bienes sean más altos debido a los costos de transporte. La limitación del espacio utilizable para la construcción de viviendas tuvo como consecuencia el incremento de los precios de la tierra. Especialmente en Oahu, la mayor parte del terreno utilizable para el desarrollo inmobiliario es propiedad de corporaciones o fideicomisos, lo que constituye una fuerte limitación al acceso a la vivienda para la creciente población. En parte, este problema se resolvió mediante la construcción de edificios de viviendas multifamiliares y complejos de departamentos.

## Agricultura y ganadería
La economía de Hawái estuvo centrada históricamente en la producción de caña de azúcar y piña.

Las primeras plantaciones de caña de azúcar se instalaron hacia mitad del siglo XIX y constituyeron el eje del desarrollo económico, social y cultural hasta el año 2016, cuando fue cerrada la última planta productora. La necesidad de incorporar mano de obra para esta actividad produjo la inmigración de grandes cantidades de trabajadores, —fundamentalmente provenientes de Japón, China, Corea, Filipinas, Puerto Rico y Portugal—, que, entre otros cambios culturales desarrollaron un lenguaje propio, el creole conocido como pidgin hawaiano. 

La producción de piña comenzó hacia principios del siglo XX. En 1930 Hawái era el mayor productor mundial; la empresa líder, Hawaiian Pineapple Company llegó a producir el 75% de la piña comercializada a nivel mundial.

A partir del cierre de las últimas explotaciones de caña de azúcar y piña, la agricultura en Hawái se encuentra en una etapa de transformación hacia modelos de producción diversificada que permitan en alguna medida abastecer el mercado interno de alimentos frescos, conservar fuentes laborales y recuperar las prácticas alimentarias previas a la implantación del modelos del monocultivo. Paralelamente, la implantación de ciertos cultivos susceptibles de ser utilizados para la producción de energía o biocombustibles, como la pingamia, permitirían reducir los costos de estos insumos. En café Kona, las nueces de macadamia y las frutas tropicales son algunos de los cultivos que complementan la actividad agraria.
La ganadería comenzó con la introducción de las primeras reses hacia fines del siglo XVIII. La proliferación del ganado, que en muchos casos se había convertido en cimarrón y resultaba perjudicial para los cultivos y aún las poblaciones, resultó un problema que en parte se solucionó con la llegada de los paniolos, expertos en la conducción y control de rebaños. La abundancia del recurso y la disponibilidad de mano de obra calificada fue la base de la formación de la ganadería hawaiana. En 2018 el conjunto de las explotaciones ganaderas de las islas comercializaron 54 600 cabezas de ganado, lo que representó aproximadamente el 23% de la demanda local de estos productos.

## Turismo
Con la integración de Hawái como Estado y su inmediata incorporación a las líneas aéreas comerciales normales, el flujo de viajeros mostró un incremento creciente y sostenido y la economía de Hawái se volvió dependiente de la industria del turismo.

Existen preocupaciones respecto de la sustentabilidad de esta industria, debido a la alteración del entorno y el paisaje, principal atractivo de las islas, que es la consecuencia de los emprendimientos edilicios y la construcción de caminos. La estrecha vinculación del turismo con los vaivenes políticos y económicos globales implica un riesgo y una debilidad cuando se trata de la actividad prioritaria y no se han consolidado estrategias de diversificación.

Las consecuencias del enorme crecimiento de la industria turística, —la expansión de los desarrollos sobre las costas, el encarecimiento de la tierra y el desplazamiento de las comunidades menos favorecidas—, fueron especialmente negativas para los pueblos indígenas que vieron alterado su hábitat, sus fuentes habituales de obtención de alimento y sus prácticas culturales tradicionales.